# Jagdtiger
Яґдтигр (нім. Jagdtiger; Sd. Kfz. 186), повна офіційна назва Panzerjäger Tiger — німецька самохідна артилерійська установка (САУ) періоду Другої світової війни, класу винищувачів танків, важка по масі. За німецькою відомчою системою позначень військової техніки «Ягдтигр» носив індекс Sd.Kfz.186. «Ягдтигр» був розроблений в 1942—1944 роках на шасі важкого танка «Тигр II» і став найважчим зразком бронетехніки за всю історію, який вироблявся серійно.
«Ягдтигр» серійно вироблявся з 1944 по 1945 рік, проте через перебої з поставками матеріалів і руйнування заводів повітряними бомбардуваннями, було випущено всього, за різними даними, від 70 до 79 САУ цього типу. Через нечисленність випущених машин, їх ненадійність і постійної проблеми нестачі пального для них, бойове застосування «Ягдтигр» було обмеженим і не зробило впливу на хід війни, хоча ті машини, яким все ж таки довелося вступити в бій, продемонстрували здатність впевнено знищити будь-який зразок бронетехніки, що брав участь у війні, країн антигітлерівської коаліції, при цьому залишаючись у лобовій проєкції майже невразливим для їх вогню. Тим не менш, багато з цих САУ були просто кинуті екіпажами після витрачання боєприпасів, палива або після поломки.

## Опис конструкції
«Ягдтигр» мав компонування з розміщенням моторного відділення в кормовій частині, поєднаного трансмісійного відділення і відділення управління — в лобовій частині, а бойового відділення — в нерухомій рубці в середній частині корпусу. Екіпаж САУ складався з шести чоловік: механіка-водія і стрільця-радиста, які перебували у відділенні управління і навідника, командира і двох заряджаючих, які перебували в бойовому відділенні.

### Броньовий корпус і рубка
Корпус практично повністю був запозичений від танка «Королівський тигр», тільки у зв'язку з розміщенням більше габаритної рубки замість башти довелося подовжити його на 300 міліметрів. Поверх бронекорпуса монтувалася масивна рубка, що служила захистом екіпажу і гармати. Лобовий броньовий лист мав товщину 250 мм з нахилом 15 градусів від вертикалі, що робило його практично невразливим для всіх танкових і протитанкових гармат противника. Захист корпусу був не менш значний;— верхній лобовий лист мав товщину 150 мм при нахилі в 50 градусів, нижній— 120 мм з таким же нахилом. Товщина бортів і корми була істотно нижче, втім, якщо врахувати, що «Ягдтигру» ставилося в завдання практично завжди бути зверненим до супротивника потужною лобовою бронею, це можна було не брати до уваги.

## Озброєння
У лобовому броньовому листі рубки, в конічній масці типу Saukopf (Свиняче рило), встановлювалося нарізну гармату 128 мм PaK 44 з довжиною ствола 55 калібрів. Через величезну масу гармати з маскою була застосована унікальна схема його монтажу — замість того, щоб закріпити гармату на шарнірі в лобовому бронелисти рубки, як це характерно для «класичних» самохідок, конструктори створили особливий підйомно-поворотний механізм, який монтувався на полику бойового відділення. Таким чином, броньова рубка як би будувалася «навколо» гармати та екіпажу, не входячи з гарматою у безпосереднє зачеплення. Через величезний відбій, який руйнівно впливав на ходову частину, машина вела вогонь переважно з місця. Боєкомплект складався з 38-40 бронебійних і фугасних снарядів роздільного заряджання і 2925 патронів до курсового кулемета, розміщеному у верхньому лобовому листі корпусу. Маса бронебійного снаряда — 28 кг, фугасного — 25,6 кг.
За деякими даними, на частину машин встановлювалися зенітні кулемети MG-42.

## Боєприпаси до 128-мм гармати
| Снаряди до гармати 12.8 cm PaK 44 L/55            |                                            |                                                                       |                                                |
|                                                   | Бронебійний снаряд Panzergranate 39/43 APC | Бронебійний снаряд Panzergranate 40/43 APBC (з балістичним ковпачком) | Осколково-фугасний снаряд снаряд Sprenggranate |
| маса                                              |                                            | 28,3 кг                                                               | 28,0 кг                                        |
| Маса вибухової речовини                           |                                            | 0,55 кг                                                               | 3,6 кг                                         |
| Метальний снаряд                                  |                                            | 15 кг                                                                 | 12,2 кг                                        |
| Довжина снаряда                                   |                                            | 49,65 см                                                              | 62,3 см                                        |
| Початкова швидкість                               |                                            | 930 м/с                                                               | 750 м/с                                        |
| бронебійність при куті зустрічі 30 ° до вертикалі |                                            |                                                                       |                                                |
| На дистанції 500 метрів                           | 166 мм                                     | 178 мм                                                                |                                                |
| На дистанції 1000 метрів                          | 143 мм                                     | 167 мм                                                                |                                                |
| На дистанції 2000 метрів                          | 117 мм                                     | 148 мм                                                                |                                                |

## Засоби спостереження і зв'язку
Для спостереження за полем бою, в кормовій частині даху було встановлено два (за деякими даними — три) перископа.
Jagdtiger оснащувався радіостанцією Fu5, а командирські машини для зв'язку «рота — ланка» мали Fu5 і Fu7, для зв'язку «дивізія — полк» Fu5 і Fu8.

## Двигун і трансмісія

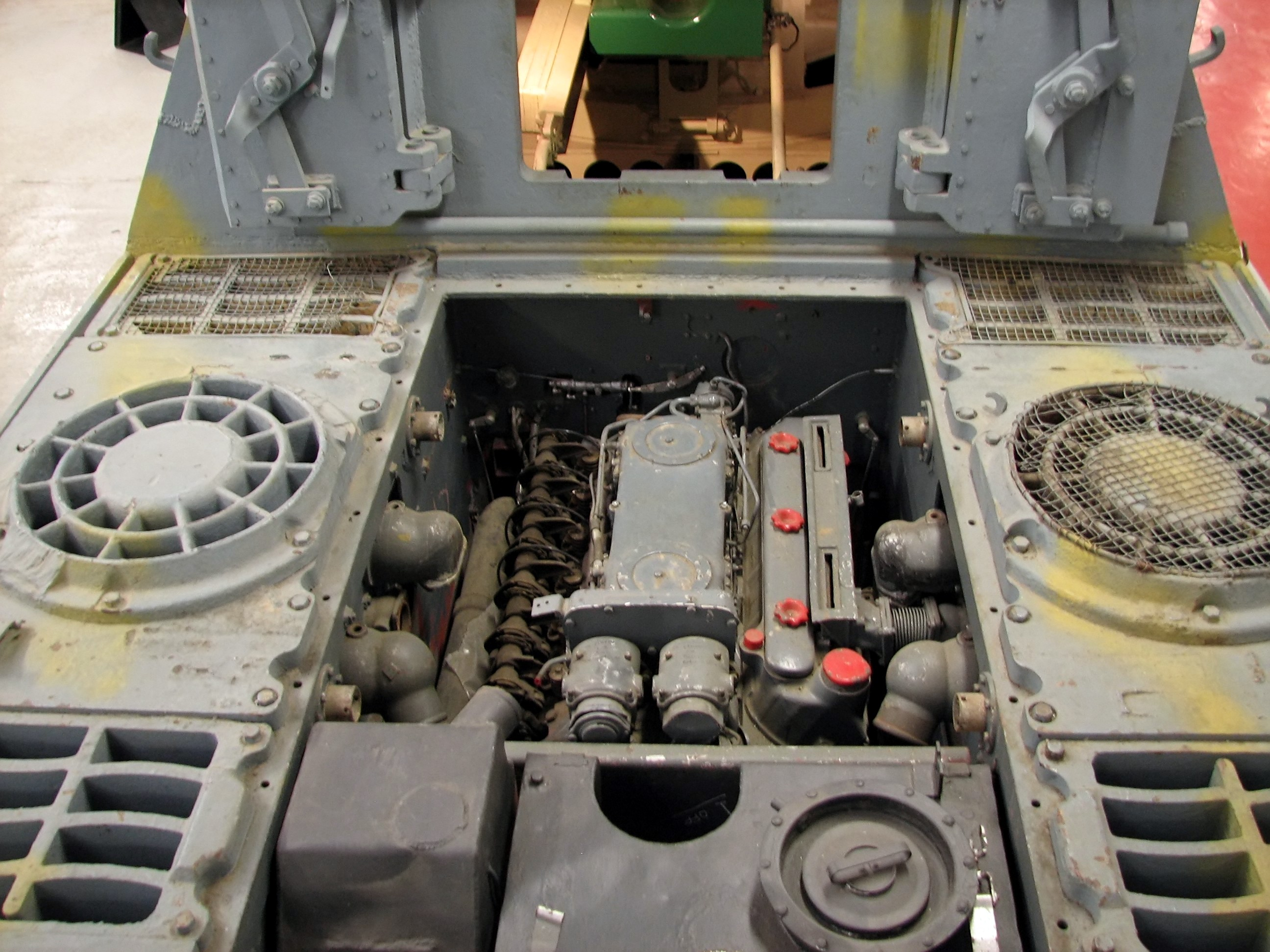
двигун

Jagdtiger оснащувався V-подібним 12-циліндровим чотиритактним карбюраторним двигуном рідинного охолодження, виробництва фірми «Майбах», моделі HL 230 P30. Двигун мав робочий об'єм в 23 095 см³ і розвивав номінальну максимальну потужність в 700 к. с. при 3000 об / хв, однак на практиці оберти двигуна зазвичай не перевищували 2500 в хвилину, що викликало зниження реально розвинутої потужності об./хв.

## Ходова частина
Ходова частина практично повністю була запозичена у базового танка і щодо одного борту складалася з провідного колеса переднього розташування, п'яти подвійних ковзанок з опорою на зовнішню частину гусениці, чотирьох подвійних опорних ковзанок з опорою на внутрішню частину гусениці й напрямного колеса. Але, на відміну від танка, у якого половинки напрямного колеса частково перекривали дев'ятий опорний коток, у САУ, через більшу довжину корпуса, напрямне колесо було зміщено назад.
| випуск Ягдтигрів по місяцях |            |             |              |               |              |               |              |             |            |               |              |              |
| Місяць                      | лютий 1944 | липень 1944 | серпень 1944 | вересень 1944 | жовтень 1944 | листопад 1944 | грудень 1944 | січень 1945 | лютий 1945 | березень 1945 | квітень 1945 | травень 1945 |
| Випущено машин.             | 2          | 3           | 3            | 8             | 9            | 6             | 20           | 10          | 13         | 3             | 7            | 4            |

## Організаційно-штатна структура
«Ягдтигр» надходили на озброєння окремих важких протитанкових батальйонів (schwerePanzerJagerAbteilung, s.Pz.Jgr.Abt). Планувалося, що вони замінять в цих підрозділах САУ «Ferdinand». Проте, через складності у виробництві і постійні бомбардування авіацією союзників вдалося випустити порівняно невелику кількість машин і цим планам не судилося збутися. У результаті «Ягдтигр» було озброєне по дві з трьох рот у двох важких протитанкових батальйонах — знаменитих 653-м і 654-м, які проявили себе на Курській дузі.

## Бойове застосування
Вперше «Ягдтигр» були використані в боях на Західному фронті в березні 1945 р. Вони вражали американські «Шермани» з відстані 2500 м. На початку квітня 1945 р. у бойових частинах на Західному фронті налічувала двадцять чотири «Ягдтигра».

## Оцінка машини
Не викликає сумніву, що «Ягдтигр» в питанні протитанкової боротьби на порядок перевершував всі танки і САУ як антигітлерівської коаліції, так і самого Третього рейху. Як мінімум, до 1948 року у світі не було танка, який міг би витримати постріл цієї машини навіть в лоб. Гармата PaK 44 з довжиною ствола в 55 калібрів, створена на базі зенітки, дозволяла вражати будь-який танк на всіх розумних дистанціях бою.
Разом з тим, самохідка володіла цілим набором істотних недоліків, найважливішими з яких були наступні:
- Ходова частина «Ягдтигра» була вкрай перевантаженою, що призвело до дуже низької надійності машини. З цієї причини в конструкцію САУ штатно входили два стаціонарних підривних заряди для її знищення в разі технічної несправності. Один заряд розміщувався під двигуном, другий — під казенником гармати.

- Потужність двигуна в 700 к. с. для машини масою 75 т була явно недостатньою. Наслідком цього була мала рухливість САУ, що певною мірою зменшувало переваги найпотужнішого лобового бронювання та озброєння. Для порівняння: аналогічний двигун був встановлений на танку «Пантера», що важила на 30 тонн менше, але вже при своїй вазі не володіла достатньою рухливістю. З цієї причини самохідка в основному використовувалася в укриттях на стаціонарних позиціях, де її низькі ходові якості особливої ролі не грали.

- При відсутності башти що обертається, невисокою скорострільності через роздільне заряджання і чисельній перевазі супротивника атака у фланг «Ягдтигр» ставала дуже імовірною. У 1944-45 рр. його бортова броня не забезпечувала надійного захисту від танкових і протитанкових гармат країн антигітлерівської коаліції. Ця ж обставина робила машину вразливою до атак піхоти з засобами ближнього протитанкового бою — гранатометами типу «Базука» або «Faustpatrone»

- Низька маневреність і дуже великі габарити не сприяли успішному ухилення від атак з повітря, значна кількість САУ «Ягдтигр» було виведено з ладу авіацією союзників

- Дорожнеча і нетехнологічність виробництва.

- ПТ-САУ була вкрай важка й легко грузла на м'якому ґрунті (розорана рілля) і не могла проїхати по ряду мостів через високу масу.

- Незважаючи на певні недоліки конструкції, самою основною проблемою САУ «Ягдтигр» відомий німецький танкіст Отто Каріус (отримав Залізний хрест за бої на східному фронті) вважав вкрай низький ступінь підготовки екіпажів, що і привело в підсумку до значних бойових і небойових (від поломок) втрат, та низької бойової ефективності оснащених цими САУ підрозділів